# Augsburger Postzeitung
Die Augsburger Postzeitung (vormals unter dem Titel Wochentliche Ordinari-Post-Zeitung und Augspurgische Ordinari-Post-Zeitung erschienen) war eine deutsche Tageszeitung, die bis zu ihrem Verbot durch die Nationalsozialisten im Jahr 1935 zu den bedeutendsten katholischen Zeitungen Deutschlands zählte.

## Geschichte

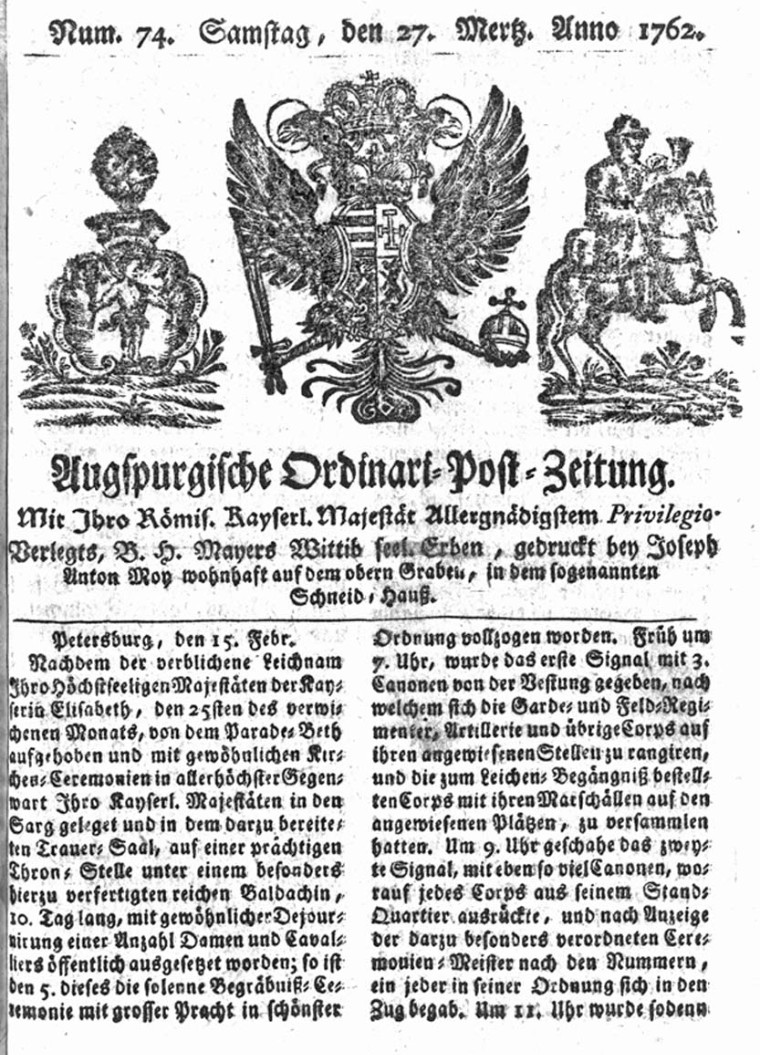
Augspurgische Ordinari-Post-Zeitung, Titelblatt, 1762

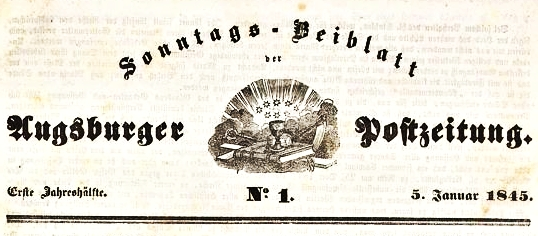
Titelzeile der Sonntagsbeilage, 1845

Die Ursprünge der Zeitung reichen zurück bis ins Jahr 1686, als der aus Nördlingen stammende Buchdrucker August Sturm der Ältere († 1695), im überwiegend protestantischen Augsburg, ein Wochenblatt mit katholischer Ausrichtung gründete. Diese Wochentliche Ordinari-Post-Zeitung bzw. Augspurgische Ordinari-Post-Zeitung trat in Konkurrenz zur evangelischen und nahezu titelgleiche Wochentlich-Ordinari-Post-Zeitung von Jakob Koppmayer und erschien ab dem Jahr 1717 mit fünf Ausgaben in der Woche. Nach der Übernahme durch Joseph Anton Moy dem Älteren († 1813) avancierte die Augspurgische Ordinari-Post-Zeitung etwa ab 1766 zur führenden Zeitung im süddeutsch-österreichischen Raum. Anfang des 19. Jahrhunderts erlangte die Publikation mit rund 12.000 Exemplaren ihre bis dahin höchste Auflagequote.
Wegen der strengen Zensurbestimmungen im Königreich Bayern, der Beschränkung des Nachrichtenverkehrs mit dem Ausland und hoher Portoforderungen während des sogenannten „Systems Montgelas“ setzte um 1810 ein starker Niedergang der Zeitschrift ein, die seit 1833 den Namen Augsburger Postzeitung führte. 
Erst ab Mitte des 19. Jahrhunderts erlangte das Blatt, mit deutlich konservativ-religiöser Linie, wieder überregionale Bedeutung, nachdem 1855 der katholische Priester Max Huttler (1823–1887) in die Redaktion der Zeitung eingetreten war. Er erwarb das Blatt 1858 und nach seinem Tode ging es 1887 an das Literarische Institut von Haas und Grabherr (Augsburger Druck- und Verlagshaus) über, welches die gleiche religiös-politische Linie verfolgte. Unter dem Chefredakteur; dies war er bereits seit 1872; Adolf Haas (1844–1908) setzte sich die Augsburger Postzeitung besonders auch während der Zeit des Kulturkampfes in den 1870er Jahren für dezidiert kirchennahe, katholische Grundsätze ein. Meyers Großes Konversations-Lexikon schreibt 1905 im typischen Zeitjargon, sie vertrete „in der Politik die Richtung der klerikalen Partei“. Nach Adolf Haas Tod 1908 übernahm sein Sohn, August Haas, die Zeitung.
1912 wurde der Chefredakteur der Augsburger Postzeitung, August Menth (1883–1914), von Hans Georg von Oppersdorff wegen Ehrverletzung verklagt, aber vom Schöffengericht in Augsburg freigesprochen.
Bereits zur Zeit der Weimarer Republik erschienen in der Augsburger Postzeitung zahlreiche Artikel, die sich kritisch mit dem aufkommenden Nationalsozialismus auseinandersetzten. Nach der NS-Machtübernahme 1933 wurden Mitarbeiter und Redakteure verhaftet; 1935 wurde die Zeitung endgültig verboten.
Einer der bekanntesten Redakteure der Augsburger Postzeitung war Hans Rost, der die Zeitung unter anderem auch dazu nutzte, das Werk des Abenteuerschriftstellers Karl May zu fördern. Über 18 Jahre veröffentlichte Ludwig Merz über tausend Beiträge in der Zeitung.
Die Augsburger Postzeitung publizierte von 1841 bis 1858 auch eine religiös-belletristische Sonntagsbeilage, die oft – meist zu Jahrgängen gebunden – in öffentlichen Büchereien vorgehalten wurde.

## Digitalisate der Zeitung
- Münchener Digitalisierungszentrum (MDZ) der Bayerischen Staatsbibliothek
- Staats- und Universitätsbibliothek Bremen
- Universitätsbibliothek Augsburg - Digitale Sammlungen
- Visual Library